# Тобыш

Бассейн Печоры

То́быш — река на северо-западе Республики Коми, левый приток реки Цильма (бассейн Печоры).

## Этимология
Название происходит от ненецкого табоць — «покрыть, завалить песком» и осмысливается как «песчаная река».

## География
Расположен в пределах Тиманского кряжа. Длина 393 км, площадь бассейна 6610 км²
Течёт в верхнем течении на юго-запад, затем на юг. Почти на всём протяжении течёт по ненаселённой местности. Русло крайне извилистое, особенно в нижнем течении, где река выписывает гигантские излучины. Тобыш впадает в Цильму немного ниже Мылы.
Крупнейшие притоки — Сябуяха, Сарёда (левые); Большой Томан (правый).
Питание снеговое и дождевое. Половодье в мае — июне. Замерзает в конце октября — начале ноября, вскрывается в мае.

## Притоки
- 22 км: река без названия
- 32 км: Пахомов
- 42 км: Александрова (Киршина)
- 64 км: Закарачный
- 82 км: Берёзовая
- 85 км: Большой Томан
- 119 км: Малый Томан
- 133 км: Боровой
- 136 км: Ворожный
- 141 км: Сарёда
- 168 км: Сябуяха
- 172 км: река без названия
- 186 км: Кременная
- 203 км: река без названия
- 226 км: Берёзовый
- 229 км: Липтичная
- 254 км: Гаривей
- 276 км: река без названия
- 317 км: река без названия
- 324 км: Юнъяха
- 331 км: река без названия
- 332 км: Северная Рассоха
- 341 км: река без названия
- 349 км: река без названия
- 352 км: Тобышская Рассоха